# Marthe Villalonga
Pour les articles homonymes, voir Villalonga (homonymie).
Marthe Villalonga, née le 20 mars 1932 à Fort-de-l'Eau, en Algérie française, est une actrice française.

## Biographie

### Famille
Marthe Villalonga naît le 20 mars 1932 à Fort-de-l'Eau (actuelle Bordj El Kiffan), en Algérie, au sein d'une famille Pieds-noirs.

### Carrière
D'abord pianiste, Villalonga prend la voie de la comédie. Elle est remarquée dès 1958 dans une pièce à succès, La Famille Hernandez, de Geneviève Baïlac, contant les aventures d'une famille pieds-noirs.
Elle débute au cinéma en 1964 avec Déclic et des claques de Philippe Clair. Après avoir joué dans de nombreuses séries pour la télévision, elle décroche un rôle important au cinéma dans Le Clair de terre en 1970.
Ses premiers succès publics viennent avec les films d'Yves Robert, Un éléphant ça trompe énormément et Nous irons tous au paradis, où elle joue la mère envahissante de Guy Bedos, alors qu'elle n'a en réalité que deux ans de plus que son fils à l'écran. Puis elle interprète Marguerite Narboni, pied-noir, dans Le Coup de sirocco d'Alexandre Arcady en 1979. Ce rôle lui collera d'ailleurs à la peau, car elle sera souvent engagée pour jouer des rôles de mère juive alors que, dit-elle, « Je ne suis ni mère ni juive ! », ce qui ne l'a pas empêchée de triompher au théâtre dans Comment devenir une mère juive en dix leçons, créée au Théâtre de la Gaîté-Montparnasse le 2 septembre 1983.
La série Maguy lui permet de s'imposer dans le cœur du public et précède La Calanque, aux côtés de Jean-Pierre Darras, sur TF1.
Par la suite, André Téchiné lui donne l'occasion de diversifier son jeu dans deux de ses films, Les Innocents et surtout Ma saison préférée.
En 1993, elle est nommée pour le César de la meilleure actrice dans un second rôle pour le film Ma saison préférée d'André Téchiné.
Elle reçoit en 1997 le prix Reconnaissance des cinéphiles à Puget-Théniers décerné par l'Association Souvenance de cinéphiles pour l'ensemble de sa carrière.
En 2003, au festival de télévision de Monte-Carlo, elle reçoit la Nymphe d'or de la meilleure actrice pour le film Nés de la mère du monde de Denise Chalem.
En 2009, elle incarne la grand mère du chevalier Perceval, dans la sixième saison de la série Kaamelott d’Alexandre Astier. 
En 2010, elle joue aux côtés de Bruno Madinier dans la pièce Le Mal de mère.
En 2013, elle interprète Ensemble et séparément de Françoise Dorin, auprès de Jean Piat.

## Filmographie

### Cinéma

#### Longs métrages
- 1964 : Déclic et des claques de Philippe Clair
- 1970 : Le Clair de terre, de Guy Gilles : Gaby Garcia
- 1971 : Mourir d'aimer d'André Cayatte : l'assistante sociale
- 1971 : Fantasia chez les ploucs de Gérard Pirès : la pompiste
- 1972 : Quelques messieurs trop tranquilles de Georges Lautner : la pompiste
- 1972 : La Mandarine d'Édouard Molinaro : la bonne espagnole
- 1973 : Il n'y a pas de fumée sans feu d'André Cayatte : l'ancienne femme de chambre
- 1974 : Impossible... pas français de Robert Lamoureux
- 1974 : Verdict d'André Cayatte : la concierge des Leguen
- 1975 : Cours après moi que je t'attrape de Robert Pouret
- 1976 : Calmos de Bertrand Blier : une employée du labo
- 1976 : Dracula père et fils d'Édouard Molinaro : une femme dans le métro
- 1976 : Attention les yeux ! de Gérard Pirès : la voisine
- 1976 : Un éléphant ça trompe énormément d'Yves Robert : Mouchy Messina
- 1977 : À chacun son enfer d'André Cayatte
- 1977 : Moi, fleur bleue d'Éric Le Hung : Madame Passemard
- 1977 : Nous irons tous au paradis d'Yves Robert : Mouchy Messina
- 1977 : Diabolo menthe de Diane Kurys : le professeur d'anglais
- 1978 : Va voir maman, papa travaille de François Leterrier : Madame Clary
- 1978 : Sale Rêveur de Jean-Marie Périer : Madame Taupin
- 1978 : Le Dernier Amant romantique de Just Jaeckin
- 1978 : Vas-y maman de Nicole de Buron
- 1978 : Les Ringards de Robert Pouret : Albina, la directrice du cours de danse
- 1978 : L'Amour en question d'André Cayatte : la femme de ménage de Tom Hastings
- 1978 : Le Sucre de Jacques Rouffio : Madame Karbaoui
- 1978 : L'Ange gardien de Jacques Fournier : Madame Roussel
- 1979 : Le Coup de sirocco d'Alexandre Arcady : Marguerite Narboni
- 1979 : Gros-Câlin de Jean-Pierre Rawson : Madame Astrid
- 1979 : Les Joyeuses Colonies de vacances de Michel Gérard : Madame Bauchu
- 1980 : Au-delà de la gloire (The Big Red One) de Samuel Fuller : Madame Marbaise
- 1980 : Cherchez l'erreur... de Serge Korber : Maria, la bonne
- 1980 : Un amour d'emmerdeuse d'Alain Vandercoille : la grand-mère
- 1980 : Inspecteur la Bavure de Claude Zidi : Marthe Clément
- 1981 : Les Uns et les Autres de Claude Lelouch : la grand-mère d'Edith
- 1981 : Si ma gueule vous plaît de Michel Caputo : la femme pied-noir
- 1982 : T'es folle ou quoi ? de Michel Gérard : Madame Deprelet, la mère de Florence
- 1982 : Salut, j'arrive de Gérard Poteau : la concierge
- 1982 : La Baraka de Jean Valère : Madame Prado mère
- 1983 : Banzaï de Claude Zidi : Madame Bernardin, la mère de Michel
- 1983 : Le Grand Carnaval d'Alexandre Arcady : Simone Castelli
- 1984 : Flash Back d'Olivier Nolin : Marthe
- 1984 : Par où t'es rentré ? On t'a pas vu sortir de Philippe Clair : Nadège de Courtaboeuf
- 1984 : Les Voleurs de la nuit de Samuel Fuller : la concierge
- 1985 : Trois Hommes et un couffin de Coline Serreau : Antoinette
- 1985 : Pizzaiolo et Mozzarel de Christian Gion : la mère de Carlo
- 1987 : Les Innocents d'André Téchiné : la patronne de l'hôtel
- 1989 : L'Union sacrée d'Alexandre Arcady : Blanche Atlan
- 1992 : Les Mamies d'Annick Lanoë : Suzon
- 1993 : Ma saison préférée d'André Téchiné : Berthe
- 1997 : L'Autre Côté de la mer de Dominique Cabrera : Marinette
- 1998 : Alice et Martin d'André Téchiné : Lucie
- 1999 : Superlove de Jean-Claude Janer : Mamie Doradée
- 2001 : Le Lait de la tendresse humaine de Dominique Cabrera : Marthe
- 2003 : Lovely Rita, sainte patronne des cas désespérés de Stéphane Clavier : Renée
- 2004 : Au secours, j'ai 30 ans ! de Marie-Anne Chazel : Jeanne-Marie, mère de Yann
- 2004 : Les Dalton de Philippe Haïm : Ma Dalton
- 2006 : Comme t'y es belle ! de Lisa Azuelos : Liliane
- 2010 : Las Olas d'Alberto Morais : Teresa Finkel
- 2012 : Nous York de Géraldine Nakache et Hervé Mimran : Suzanne Hazan
- 2013 : Turf de Fabien Onteniente : Madame Garcia
- 2014 : Supercondriaque de Dany Boon : La mère de Dimitri
- 2015 : La Dernière Leçon de Pascale Pouzadoux : Madeleine
- 2016 : Ils sont partout d'Yvan Attal : Lucette, la mère de Pascal
- 2018 : Brillantissime de Michèle Laroque : une amie de Claire
- 2018 : Les Municipaux, ces héros de Francis Ginibre et Éric Carrière : la mère de Gilbert
- 2019 : Les Municipaux, trop c'est trop de Francis Ginibre et Éric Carrière : la mère de Gilbert
- 2021 : On est fait pour s'entendre de Pascal Elbé : Angèle
- 2022 : Maison de retraite de Thomas Gilou : Claudine Valège
- 2024 : Maison de retraite 2 de Claude Zidi Jr. : Claudine Valège

#### Courts métrages
- 1984 : L'erreur est humaine
- 1992 : Le Fauteuil magique
- 2016 : Respire de Jérome Roumagne (disponible sur Youtube) : Juliette

### Télévision

#### Téléfilms
- 1968 : Au théâtre ce soir : Je veux voir Mioussov de Valentin Kataïev, mise en scène Jacques Fabbri,  réalisation Pierre Sabbagh : Rosa
- 1971 : La Belle aventure de Jean Vernier : Jeantine
- 1974 : Le Colchique et l'Étoile de Michel Subiela : la marchande
- 1975 : Amigo de Philippe Joulia : Inès
- 1978 : Au théâtre ce soir : Le Bon Numéro d'Eduardo De Filippo, mise en scène Jacques Fabbri, réalisation Pierre Sabbagh : Concetta
- 1978 : Le Vent sur la maison de Franck Appréderis : Madame Baudry
- 1980 : Anthelme Collet ou Le brigand gentillhomme de Jean-Pierre Carrère (mini série) : Madame Alfieri
- 1981 : Les Sept Jours du marié de Serge Moati : la mère d'Antoine
- 1983 : Le Nez à la fenêtre de Jean-Claude Charnay : Violette
- 1983 : Père Noël et fils de André Flédérick :
- 1984 : Tu peux toujours faire tes bagages de Jacques Krier : la propriétaire
- 1997 : Parisien tête de chien de Christiane Spiero : Madame Billot
- 1998 : La Femme du veuf de Michel Favart : Odette
- 2000 : Judicael de Claude d'Anna : Véra Perlman
- 2001 : Le Divin Enfant de Stéphane Clavier : Mamitta
- 2002 : Nés de la mère du monde de Denise Chalem : Odette Sidowski
- 2004 : Rue des figuiers de Yasmina Yahiaoui : Madame Farruggia
- 2012 : La Loi de mon pays de Dominique Ladoge : Mémé Sema
- 2016 : Frères à demi de Stéphane Clavier : Mado
- 2020 : I Love You coiffure de Muriel Robin : la belle-mère du gitan
- 2021 : Le Grand Restaurant : Réouverture après travaux de Romuald Boulanger : la mère de Pierre

#### Séries télévisées
- 1963 : Janique Aimée de Jean-Pierre Desagnat : Marie-Berthe
- 1964 : Les Cinq Dernières Minutes, épisode Quand le vin est tiré ... de Claude Loursais : la bonne
- 1965 : Les Cinq Dernières Minutes, épisode Napoléon est mort à Saint-Mandé de Claude Loursais : l'infirmière
- 1965 : Marc et Sylvie
- 1966 : Les Saintes Chéries, épisode Eve sa beaute de Jean Becker : Madame Sanchez, la couturière
- 1966 : L'Âge heureux de Philippe Agostini : la concierge
- 1969 : Agence Intérim, épisode Gastronome
- 1971 : Christa : la concierge
- 1971 : Le Miroir 2000 de Jean Couturier : Toinette Lauzon
- 1972 : Les Chemins de pierre, 26 épisodes
- 1974 : Les Dossiers du professeur Morgan / Un mystère par jour, épisode Carrefour dangereux de Jean-Paul Carrère : Madame Fouillade
- 1976 : La Poupée sanglante de Marcel Cravenne (mini-série) : la bistrotière
- 1978 : Les Héritiers, épisode L'Oncle Paul de Marcel Moussy : Léontine
- 1979 : Les Enquêtes du commissaire Maigret, épisode Le Fou de Bergerac d'Yves Allégret : Madame Beausoleil
- 1980 : Petit déjeuner compris de Michel Berny (mini série) : Purification
- 1981 : Caméra une première, épisode Le Porte-clefs de Bernard Saint-Jacques : Yvette
- 1982 : Les Enquêtes du commissaire Maigret, épisode Maigret et les Braves Gens de Jean-Jacques Goron : Sultana
- 1982 : Au gui l'an neuf, épisode La Bosse des maths d'Alain Charoy : l'institutrice
- 1985-1993 : Maguy, 333 épisodes : Rose Le Plouhannec
- 1986 : Affaire suivante, épisode 28 juillet 1986 de Stéphane Bertin
- 1987-1988 : La Calanque, 50 épisodes
- 1989 : Les Aventures de Franck et Foo-Yang, 10 épisodes
- 1998 : Tramontane de Henri Helman (mini série) : Colette
- 1999-2001 : Docteur Sylvestre, onze épisodes : Hélène Danton
- 2009 : Kaamelott, saison 6 d'Alexandre Astier : Nonna
- 2011 : Doc Martin, saison 2, épisode Que fait la police ? de Stéphane Clavier : Muriel Lecomte
- 2013 : Fais pas ci, fais pas ça, saison 6, épisode Mamie Blues ! de Jérôme Navarro : Mémé du Gers
- 2015 : Scènes de ménages, épisode Enfin ils sortent de Francis Duquet : Theresa, la mère de José
- 2015 : Nos chers voisins, épisodes Fêtent la nouvelle année et Compagnons de bricolage : Laurence Valard / Florence Balard
- 2018 : Nina, saison 4, épisode D'une rive à l'autre d'Hervé Brami : Madeleine
- 2018 : Groom épisode 3 de Théodore Bonnet : Madame Rosier
- 2019 : Myster Mocky présente, épisode Un tour en voiture de Jean-Pierre Mocky
- 2020 : Draculi & Gandolfi de Guillaume Sanjorge : Reine Gandolfi[4]
- 2022 : L'Amour (presque) parfait de Pascale Pouzadoux : Grand-tante Béatrice

## Théâtre (sélection)

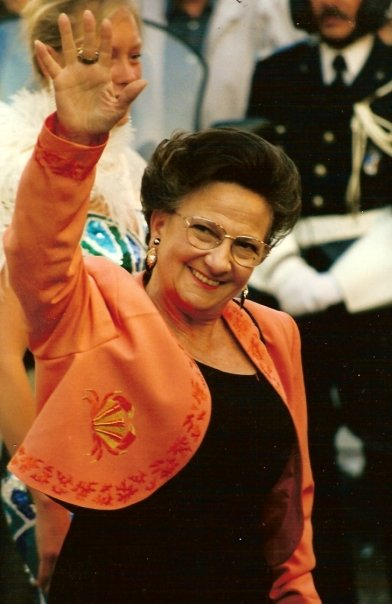
Marthe Villalonga au festival de Cannes 1994.

- 1958 : La Famille Hernandez de Geneviève Baïlac, mise en scène de l'auteur, théâtre Charles de Rochefort, théâtre du Gymnase
- 1960 : La Famille Hernandez de Geneviève Baïlac, mise en scène de l'auteur, théâtre Antoine
- 1961 : Boulevard Durand d'Armand Salacrou, mise en scène André Reybaz, Centre dramatique du Nord Tourcoing, théâtre Sarah Bernhardt
- 1962 : Les Femmes de bonne humeur de Carlo Goldoni, avec Brigitte Fontaine, Ariane Mnouchkine et Jean-Pierre Tailhade, Comédie de Paris
- 1965 : Les Barbares de Jacques Bedos, mise en scène Frédéric Valmain, théâtre Charles de Rochefort
- 1965 : Je veux voir Mioussov de Valentin Kataïev, mise en scène Jacques Fabbri, théâtre des Nouveautés
- 1970 : Le Plombier de Tel Aviv d'Ephraim Kishon, mise en scène Gilbert Chikly, théâtre des Nouveautés
- 1972 : Mesure pour mesure de William Shakespeare, mise en scène Jaromir Knittl, Festival du Marais
- 1972 : En avant... toute ! de Michel André, mise en scène Michel Roux, théâtre Édouard-VII
- 1973 : La Royale Performance de Marcel Mithois, mise en scène Jean-Pierre Delage, théâtre des Bouffes-Parisiens
- 1983 : Comment devenir une mère juive en dix leçons de Paul Fuks  d'après Dan Greenburg, mise en scène Tooti Masson, théâtre Montparnasse, théâtre de l'Œuvre en 1984
- 1986 : Selon toute ressemblance de Denise Chalem, mise en scène de l'auteur, théâtre de la Gaîté-Montparnasse
- 1990 : Coiffure pour dames de Robert Harling, mise en scène Stéphane Hillel, théâtre de la Gaîté-Montparnasse
- 1993 : Silence en coulisses ! de Michael Frayn, mise en scène Jean-Luc Moreau, théâtre du Palais-Royal
- 1995 : Croque-monsieur de Marcel Mithois, mise en scène Raymond Acquaviva, théâtre Daunou
- 2001 : Soins intensifs de Françoise Dorin, mise en scène Michel Roux, théâtre Saint-Georges
- 2006 : Elle nous enterrera tous... de Jean Franco, mise en scène Jean-Luc Moreau
- 2008 : Tailleur pour dames de Georges Feydeau, mise en scène Bernard Murat, théâtre Édouard-VII
- 2010 : Le Mal de mère de Pierre-Olivier Scotto, mise en scène d'Isabelle Rattier assistée de Jérôme Foucher
- 2012 : Croque-monsieur de Marcel Mithois, mise en scène Didier Caron, tournée
- 2012 : Ensemble et séparément de Françoise Dorin, mise en scène Stéphane Hillel, tournée
- 2013-2014 : Ensemble et séparément de Françoise Dorin, mise en scène Stéphane Hillel,  Comédie des Champs-Élysées

## Hommage
Un jardin public du quartier La Bocca à Cannes porte le nom de Marthe Villalonga, « en hommage à cette comédienne populaire, Cannoise d’adoption depuis trente-cinq ans, résidant non loin de ce parc ».

## Distinctions
- Officier de l'ordre des Arts et des Lettres, 2022